# Baskiskspråkiga Wikipedia
Baskiskspråkiga Wikipedia (baskiska: Euskarazko Wikipedia) är den baskiskspråkiga versionen av Wikipedia. Den startades i december 2001. Den baskiskspråkiga Wikipedian var i januari 2022 den 33:e största utgåvan av Wikipedior, räknat efter antal artiklar. Den har för närvarande 457 989 artiklar.